# District d'Amathole
Le district municipal d'Amathole (Amathole District Municipality en anglais), est un district municipal d'Afrique du Sud, situé dans la partie occidentale de la province du Cap-Oriental.
Il est divisé en huit municipalités locales et en zones de gestion (District Management Areas en anglais).
La capitale du district d'Amathole est East London. Les langues les plus communément parlées sont le xhosa, l’afrikaans et l’anglais.

## Municipalités locales
Le district regroupe les municipalités locales suivantes :
| Municipalité locale | Population | % de la population totale |
| ------------------- | ---------- | ------------------------- |
| Mnquma              | 252 390    | 28,27 %                   |
| Mbhashe             | 254 909    | 28,56 %                   |
| Amahlathi           | 122 778    | 13,75 %                   |
| Ngqushwa            | 72 190     | 8,09 %                    |
| Great Kei           | 38 991     | 4,37 %                    |
| Raymond Mhlaba      | 24 264     | 2,72 %                    |

## Démographie
Voici les statistiques issues du recensement de 2001.
| Langue               | Population | %       |
| -------------------- | ---------- | ------- |
| Xhosa                | 817 395    | 93,62 % |
| Anglais              | 19 647     | 2,25 %  |
| Afrikaans            | 18 230     | 2,09 %  |
| Langage des signes   | 5 164      | 0,59 %  |
| Zoulou               | 2 637      | 0,30 %  |
| Autres               | 2 391      | 0,27 %  |
| Sotho du Sud         | 2 069      | 0,24 %  |
| Sotho du Nord        | 1 741      | 0,20 %  |
| Ndébélé du Transvaal | 1 691      | 0,19 %  |
| Tswana               | 1 167      | 0,13 %  |
| Venda                | 401        | 0,05 %  |
| Swati                | 345        | 0,04%   |
| Tsonga               | 250        | 0,03 %  |

### Sex-ratio
| Genre  | Population | %       |
| ------ | ---------- | ------- |
| Femmes | 473 389    | 53,03 % |
| Hommes | 419 247    | 46,97 % |

### Groupes ethniques
| Groupe ethnique    | Population | %       |
| ------------------ | ---------- | ------- |
| Noir               | 868 017    | 97,24 % |
| De couleur         | 13 133     | 1,47 %  |
| Blanc              | 8 949      | 1,00 %  |
| Indien / Asiatique | 1 126      | 0,13 %  |

### Âge
| Age       | Population | %       |
| --------- | ---------- | ------- |
| 000 - 004 | 147 098    | 8,84 %  |
| 005 - 009 | 192 361    | 11,56 % |
| 010 - 014 | 216 586    | 13,01 % |
| 015 - 019 | 208 995    | 12,56 % |
| 020 - 024 | 146 750    | 8,82 %  |
| 025 - 029 | 115 632    | 6,95 %  |
| 030 - 034 | 99 327     | 5,97 %  |
| 035 - 039 | 96 666     | 5,81 %  |
| 040 - 044 | 92 560     | 5,56 %  |
| 045 - 049 | 77 430     | 4,65 %  |
| 050 - 054 | 59 027     | 3,55 %  |
| 055 - 059 | 47 029     | 2,83 %  |
| 060 - 064 | 53 352     | 3,21 %  |
| 065 - 069 | 38 858     | 2,33 %  |
| 070 - 074 | 31 716     | 1,91 %  |
| 075 - 079 | 18 830     | 1,13 %  |
| 080 - 084 | 15 262     | 0,92 %  |
| 085 - 089 | 4 022      | 0,24 %  |
| 090 - 094 | 2 026      | 0,12 %  |
| 095 - 099 | 559        | 0,03 %  |
| 100 plus  | 173        | 0,01 %  |